# Joseph Wölfl
Joseph Wölfl (Salisburgo, 24 dicembre 1773 – Londra, 21 maggio 1812) è stato un pianista e compositore austriaco.

## Biografia
Wölfl nacque a Salisburgo, dove studiò musica con Leopold Mozart e Michael Haydn.
Si esibì per la prima volta in pubblico come solista al violino all'età di sette anni. Trasferitosi a Vienna nel 1790, fece visita a Wolfgang Amadeus Mozart, dal quale forse prese lezioni. La sua prima opera, Der Höllenberg, venne qui rappresentata nel 1795.

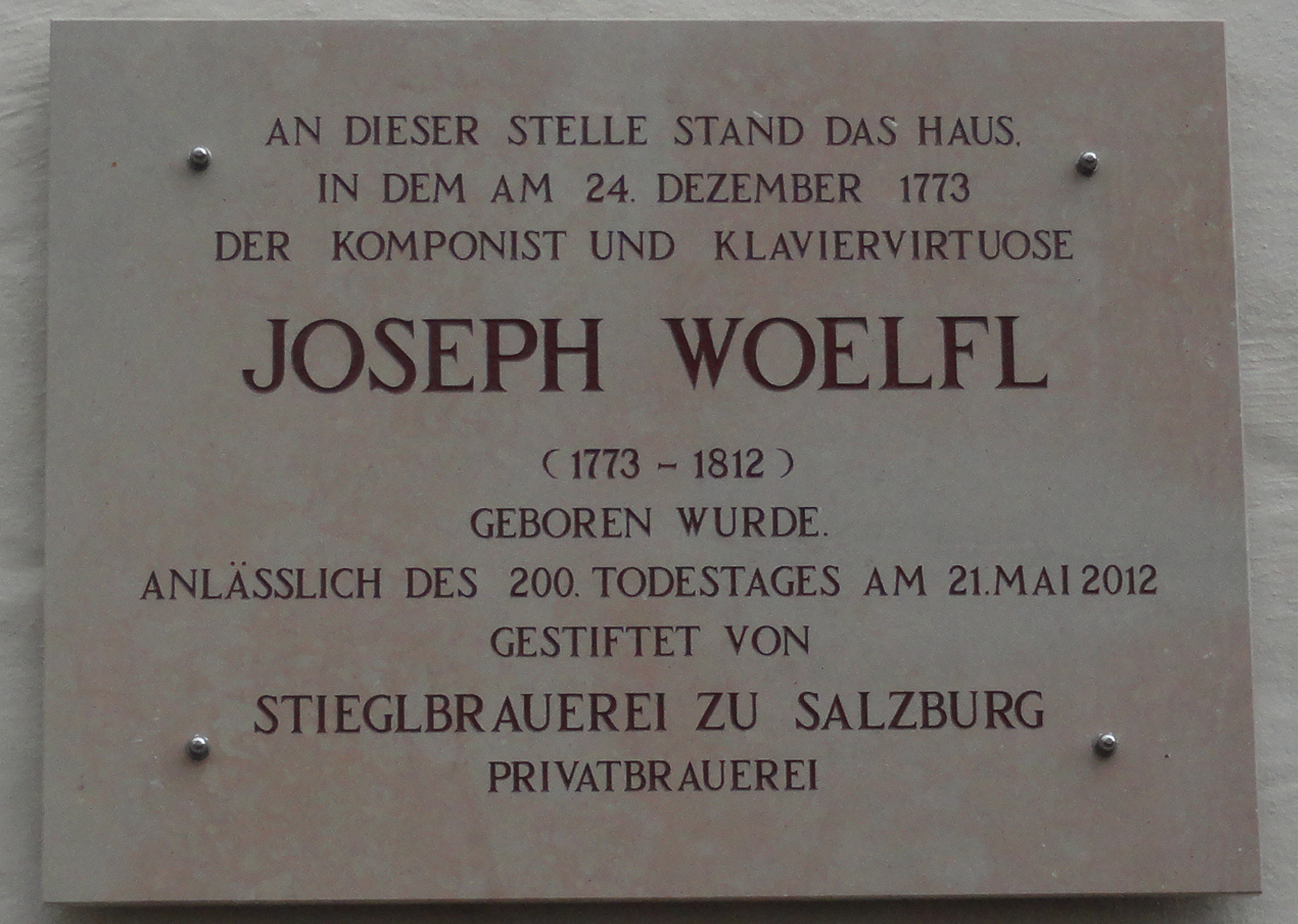
"Gedenktafel" at Woelfl’s birthplace, donated 2012 by Stieglbrauerei

Wölfl era molto alto (più di 180 cm) e aveva delle mani enormi (secondo il contemporaneo Frantisek Tomasek, era in grado di suonare una tredicesima); la sua grande padronanza della tastiera gli permetteva una facilità di esecuzione che gli tornò particolarmente utile nelle sue improvvisazioni.
Benché avesse dedicato le sue sonate op. 6, composte nel 1798, a Beethoven, i due compositori erano rivali. Tuttavia Beethoven stracciò Wölfl in una sorta di competizione al pianoforte tenutasi nella casa del Conte Wetzlar nel 1799. Questo episodio segnò il declino della popolarità locale di Wölfl. Dopo aver passato gli anni dal 1801 al 1805 a Parigi, Wölfl andò a Londra, dove diede il suo primo concerto il 27 maggio 1805.
Qui godette di un successo commerciale, anche se non di critica. Nel 1808 pubblicò la Sonata op. 41 che, per via delle sue difficoltà tecniche, intitolò Non Plus Ultra; in risposta a questa sfida, una sonata di Dussek, in origine soprannominata Le Retour à Paris, venne ristampata con il titolo Plus Ultra e con un'ironica dedica all'altra sonata. Wölfl completò inoltre e fece pubblicare una sonata incompiuta di George Frederick Pinto.
Wölfl morì a Londra il 21 maggio 1812. Le sue opere sono scomparse da tempo dal repertorio concertistico, ma nel 2003 quattro sue sonate scelte (l'op. 25 e l'op. 33) sono state eseguite dal pianista Jon Nakamatsu per un CD della Harmonia Mundi (# 907324). (Un CD Adda del 1988 contiene le sue tre sonate op. 28 interpretate da Laure Colladant, che ha anche inciso le sonate op. 6 per Adès nel 1993 e le tre sonate op. 33 per l'etichetta Mandala nel 1995.)

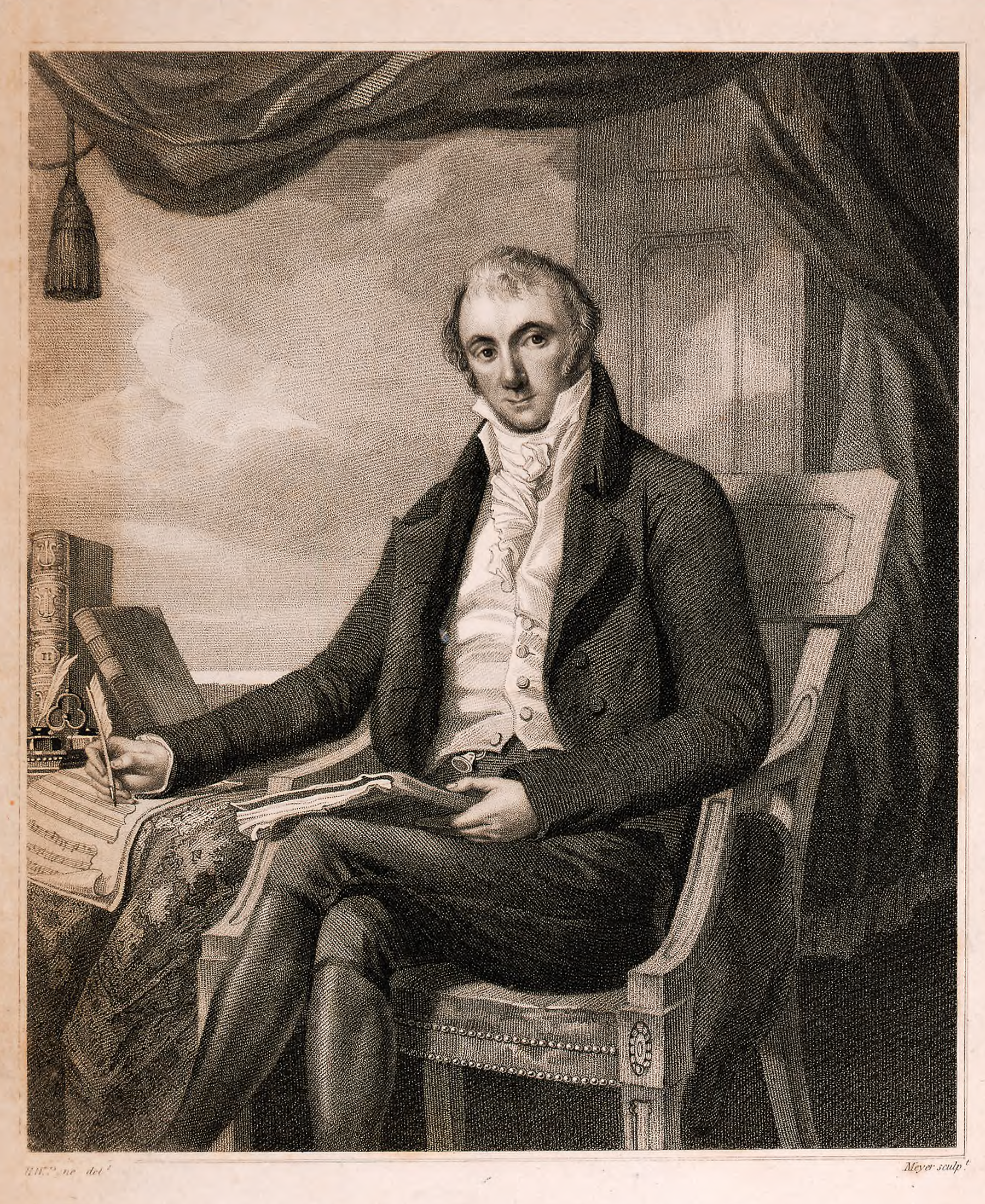
Joseph Woelfl (Gravure de Meyer, 1811)

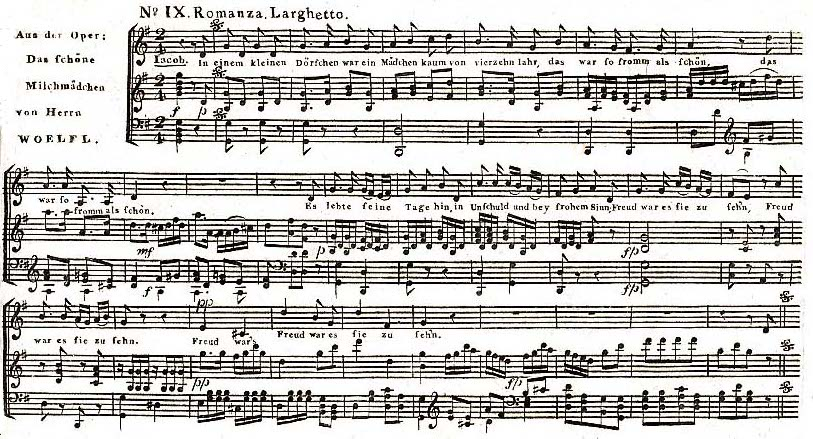
Romanza of the Opera Das schöne Milchmädchen

## Concerti per pianoforte
- Concerto per pianoforte n. 1 op. 20 in sol (ca 1802-1803)
- Concerto per pianoforte n. 2
- Concerto per pianoforte n. 3
- Concerto per pianoforte n. 4 op. 36 in sol "La quiete" (1808)
- Concerto per pianoforte n. 5 op. 43 in do "Gran concerto militare" (ca 1816)
- Concerto per pianoforte n. 6 op. 49 in re "Il cucù" (1811)

## Le sinfonie
- Sinfonia in sol minore op. 40 dedicata a Luigi Cherubini.
- Sinfonia in do op. 41 dedicata a Johan Peter Salomon.

## I quartetti per archi
- Quartetto per archi in mi bemolle op. 30 n. 1 dedicato al sig. Bassi Guaita
- Quartetto per archi in do op. 30 n. 2 dedicato al sig. Bassi Guaita
- Quartetto per archi in re op. 30 n. 3 dedicato al sig. Bassi Guaita

## Opere
- Der Höllenberg (1795)
- Das schöne Milchmädchen, oder Der Guckkasten (1797)
- Der Kopf ohne Mann (1798)
- Liebe macht kurzen Prozess, oder Heirat auf gewisse Art (1798)

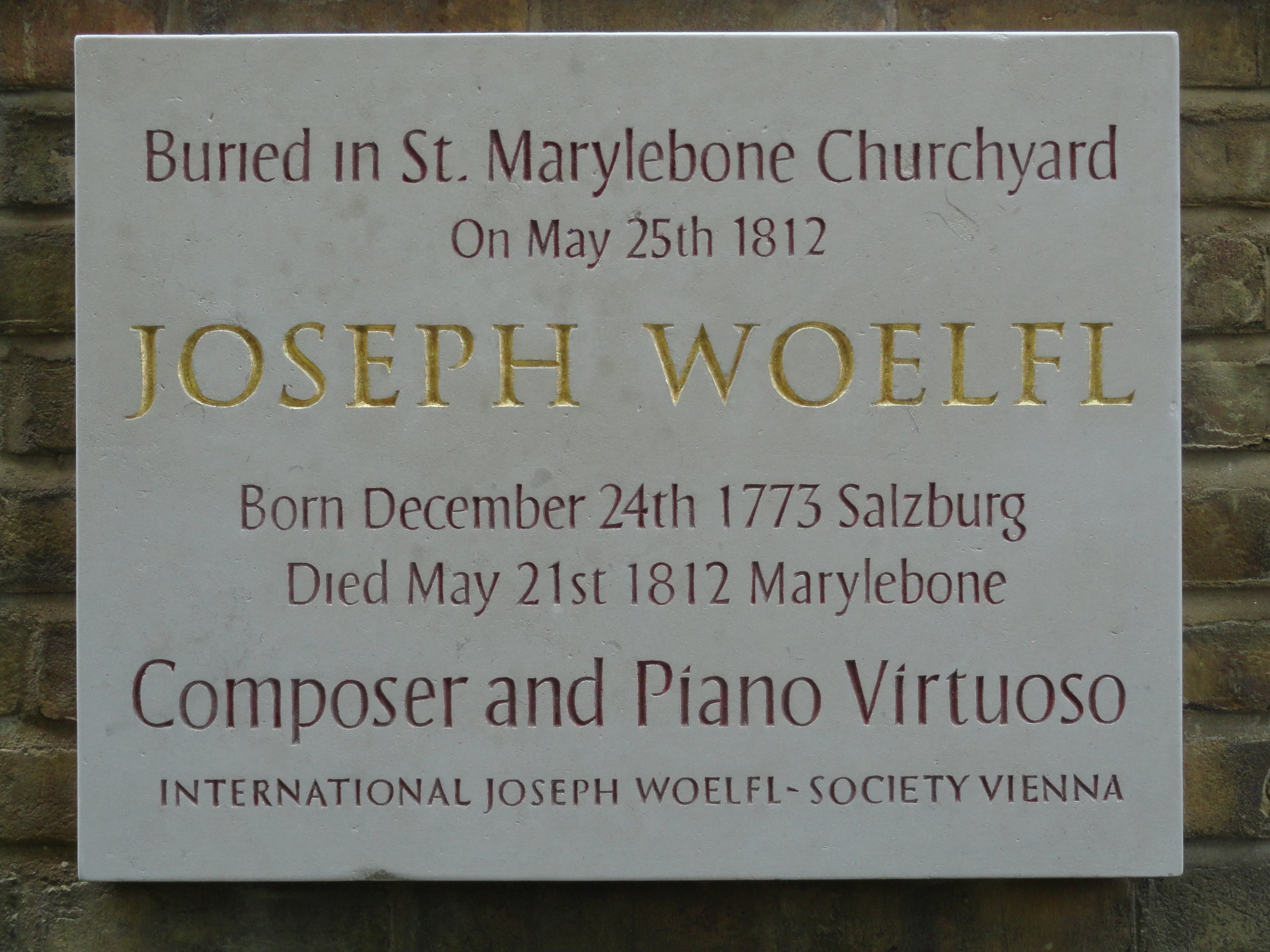
Woelfl-Plaque (2012) in London Mary-le-bone (200th anniversary of his death)

- Das trojanische Pferd (1799)
- L'Amour romanesque (1804)
- Fernando, ou Les maures (1805)

## Altre composizioni
- Grand Duo in re minore per pianoforte e violoncello op. 31 dedicato a Madame Hollander

## Thematic catalogue (Werkverzeichnis) and short Biography
- Margit Haider-Dechant: Joseph Woelfl. Verzeichnis seiner Werke. Apollon-Musikoffizin Vienna 2011
- Margit Haider-Dechant: Art. Wölfl, Joseph. In: Die Musik in Geschichte und Gegenwart. Zweite, neubearbeitete Ausgabe, hrsg. von Ludwig Finscher, Personenteil Bd. 17, Kassel u. a., 2008, pp. 1122–1128.